# Бізаккуїно
Бізаккуїно (італ. Bisacquino, сиц. Busacchinu) — муніципалітет в Італії, у регіоні Сицилія,  метрополійне місто Палермо.
Бізаккуїно розташоване на відстані близько 470 км на південь від Рима, 50 км на південь від Палермо.
Населення — 4668 осіб (2014).

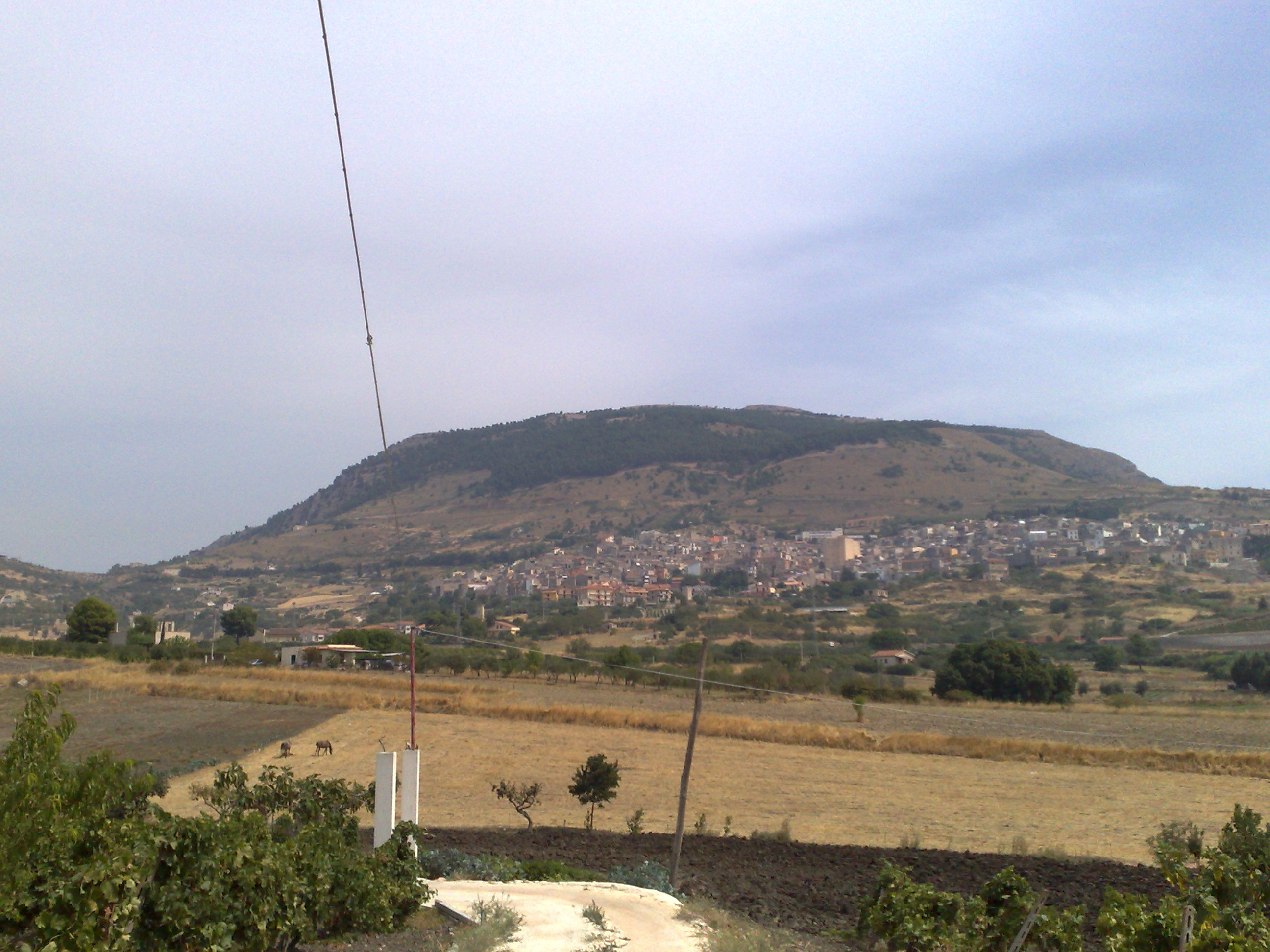

Щорічний фестиваль відбувається 4 вересня. Покровитель — Santa Rosalia.

## Демографія
Населення за роками:

Станом на 1 січня 2023 року в муніципалітеті офіційно проживало 19 іноземців з 8 країн, серед них 10 громадян країн Євросоюзу та 2 громадяни України.

## Сусідні муніципалітети
- Кальтабеллотта
- Кампофьорито
- К'юза-Склафані
- Контесса-Ентелліна
- Корлеоне
- Джуліана
- Монреале
- Роккамена
- Самбука-ді-Сицилія

## Персоналії
- Френк Капра (1897 — 1991) — американський кінорежисер і продюсер італійського походження.